# Kâzım Özalp

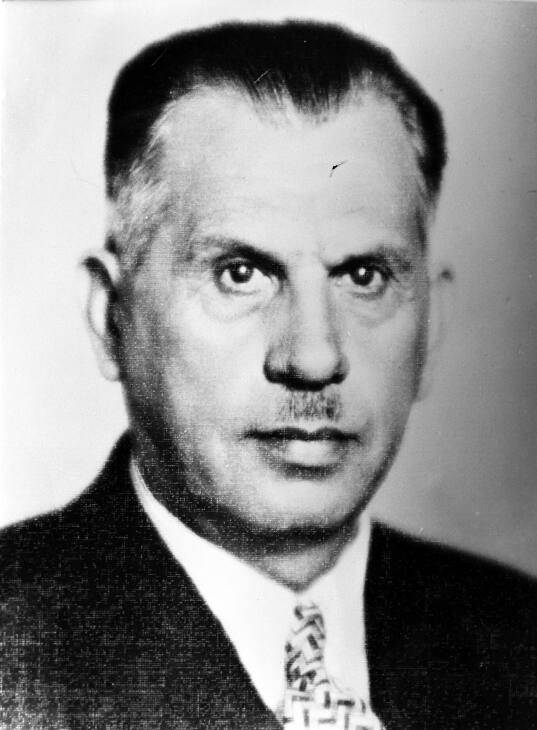
Kâzım Özalp

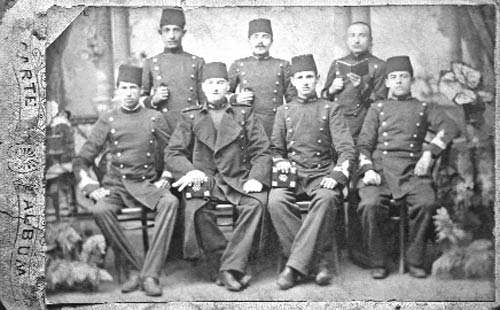
Kâzım Özalp (1. Reihe, 1. von links) mit Lehrgangskameraden der Kriegsschule des Osmanischen Reiches (1901), darunter Mustafa Kemal Atatürk (1. Reihe, 2. von links), Ali Fuat Cebesoy (1. Reihe, 3. von links) und Sedat Doğruer (1. Reihe, 4. von links)

Kâzım Özalp (* 1880 in Köprülü, Osmanisches Reich, heute Mazedonien; † 6. Juni 1968 in Ankara) war eine führende Persönlichkeit im Türkischen Befreiungskrieg und später Politiker in der Republik Türkei.
Özalp kam 1880 in der damals im Osmanischen Reich liegenden Stadt Köprülü (heute Veles) zur Welt. Er absolvierte 1902 die Militärschule und 1905 die Militärakademie. Sein erster Dienstort war das 36. Regiment in Selanik (heute Thessaloniki). Dort trat er dem Komitee für Einheit und Fortschritt bei. Özalp war an der Niederschlagung des Aufstands am 31. März 1909 beteiligt. Er diente 1912 im Balkankrieg. Im Ersten Weltkrieg kämpfte er gegen das Russische Reich an der Kaukasusfront. 1914 wurde Özalp zum Major (binbaşı), 1915 zum Oberstleutnant (yarbay) und 1917 zum Oberst (albay) befördert. Während des Türkischen Befreiungskrieges wurde Özalp 1919 zum Kommandeur der Nordfront bestellt. 1920 war Özalp zuständig für die Niederschlagung des Anzavur-Aufstands.
Kâzım Özalp wurde in den ersten acht Legislaturperioden als Abgeordneter der Provinz Karesi (heute Provinz Balıkesir) in die Große Nationalversammlung der Türkei gewählt. In der neunten Legislaturperiode war Özalp Abgeordneter der Provinz Van. 1921 wurde er zum Kommandanten der Region Kocaeli ernannt. Dabei gelang es Özalp, İzmit und Adapazarı von den Besatzungstruppen zu befreien. In der Schlacht am Sakarya befehligte Özalp ein Korps. Aufgrund seiner Erfolge in dieser Schlacht beförderte man Özalp 1921 zum Generalmajor.
Im Januar 1922 wurde Özalp Verteidigungsminister, noch im selben Jahr beförderte man ihn zum Generalleutnant und 1926 zum General. Vom 26. November 1924 bis zum 1. März 1935 war Özalp Präsident der Großen Nationalversammlung der Türkei. Während der Jahre 1935 bis 1939 war Özalp erneut Verteidigungsminister.
Özalp schrieb ein 1971 veröffentlichtes Buch mit dem Titel Milli Mücadele (Nationaler Kampf).
Özalp ist auf dem Türkischen Staatsfriedhof in Ankara begraben. Er war Angaben der Großloge der Freien und Angenommenen Maurer der Türkei zufolge Freimaurer.